# Maxillaria setigera
Maxillaria setigera är en orkidéart som beskrevs av John Lindley. Maxillaria setigera ingår i släktet Maxillaria och familjen orkidéer. Inga underarter finns listade i Catalogue of Life.

## Bildgalleri

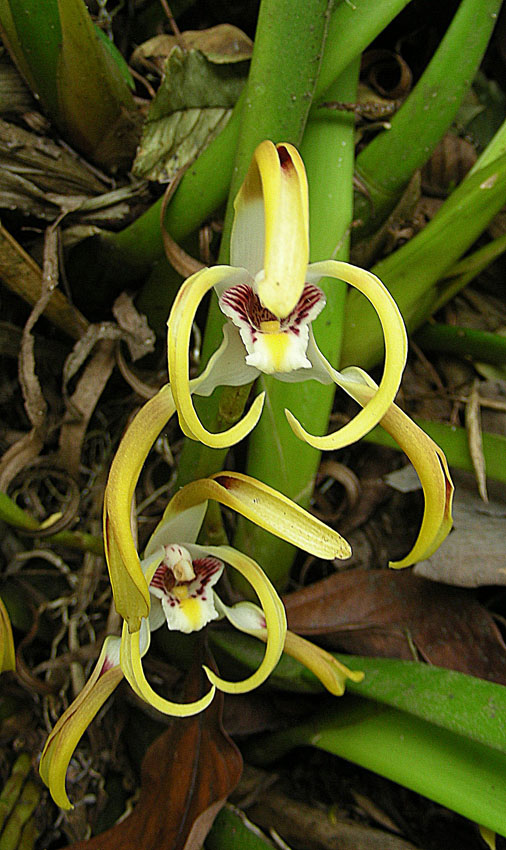
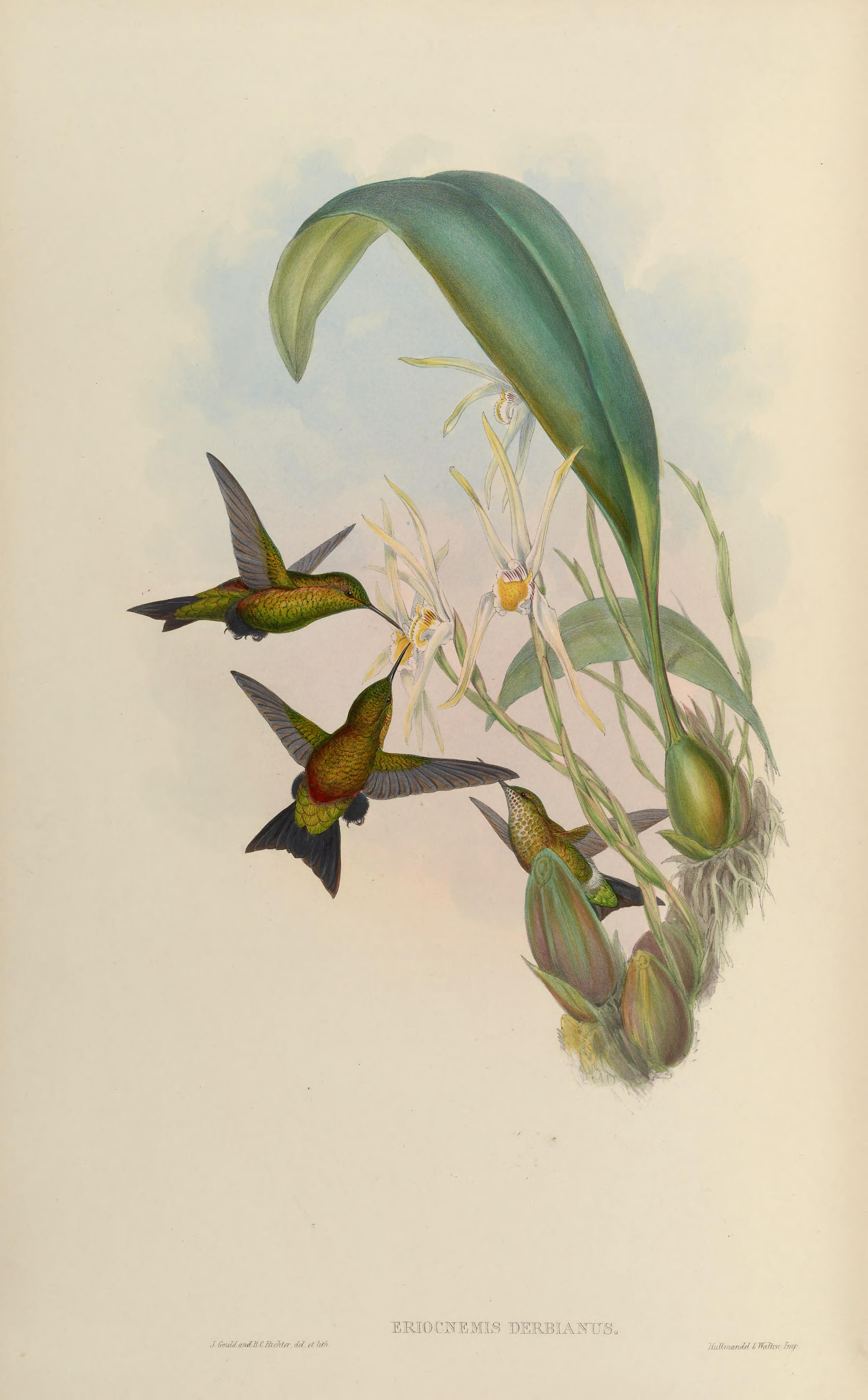
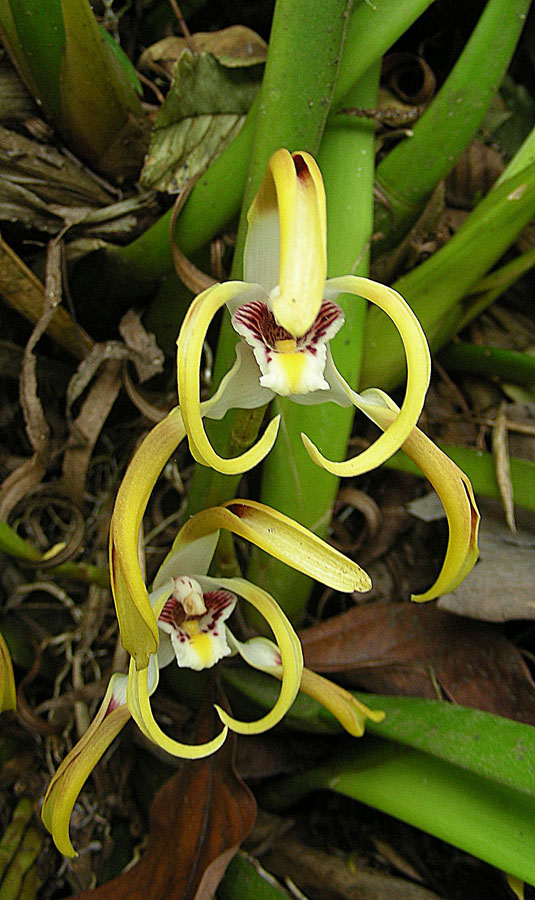